# Eye Know
Eye Known est un jeu de société ayant obtenu une récompense Mensa Select lors de l'édition 2008 à Phoenix pour son originalité, son esthétique et sa jouabilité. Créé par George Sinclair et Paul Berton, Il est publié par Wiggles 3D.